# Старо Село (Македонски Брод)
Старо Село (мкд. Старо Село) је насеље у Северној Македонији, у средишњем делу државе. Старо Село припада општини Македонски Брод.

## Географија
Насеље Старо Село је смештено у средишњем делу Северне Македоније. Од седишта општине, градића Македонски Брод, насеље је удаљено 25 km северно.
Рељеф: Старо Село се налази у области Порече, која обухвата средишњи део слика реке Треске. Дато подручје је изразито планинско. Село се налази изнад долине реке Треске, на источним падинама планине Песјак. Надморска висина насеља је приближно 740 метара.
Клима у насељу је планинска због знатне надморске висине. 

## Историја
Почетком 20. века, као и Порече, становништво Старог Села је било наклоњено српској народној замисли, па се месно становништво у изјашњавало Србима.

## Становништво
По попису становништва из 2002. године, Старо Село је било без становника.
Претежно становништво у насељу су етнички Македонци.
Већинска вероисповест у насељу било је православље.